# Бек, Мария Тереза
Мария Тереза Бек (род. в Детройте, США) — артистка балета. Лауреат I премии Всероссийского конкурса артистов балета и хореографов, III премии Международного конкурса артистов балета и хореографов в Москве и III премии Всероссийского конкурса артистов балета и хореографов в 2016 году.

## Биография
Мария Тереза Бек родилась в Детройте в Соединенных Штатах Америки. В 6 лет начала заниматься балетом у Валентины Барсуковой. В 2008 году получила стипендию и поступила в Кировскую балетную академию в Вашингтоне. Ее педагогами были М. Лобанова и М. Даукаев. В 2010 году ее пригласили обучаться в Московскую государственную академию хореографии. Балерина стала учиться в классе М. К. Леоновой.
В 2013 году стала выпускницей академии и в том же году начала работать солисткой балетной труппы Музыкального театра им. Станиславского и Немировича-Данченко. Во время выпускного спектакля она танцевала «Фрески» из «Конька-горбунка».
Осенью 2013 года Мария Бек выступала на Гала-концерте солистов и творческих коллективов российских немцев, который был посвящен 250-летию Манифеста Екатерины II.
В 2013 году Мария Бек получила III премию на Международном конкурсе артистов балета и хореографов в Москве, в 2015 году I премию на Всероссийском конкурсе артистов балета и хореографов, и III премию Всероссийского конкурса артистов балета и хореографов.

## Репертуар
Мария Тереза Бек исполняет партии в «Баядерке» Л. Минкуса в хореографии Н. Макаровой (вторая вариация, 3-ка теней, Гранд Па), «Сильфиде» Ж. М. Шнейцхоффера в хореографии П. Лакотта (3-ка сильфид), «Снегурочке» на музыку П. И. Чайковского в хореографии Вл. Бурмейстера (3-ка девок), «Щелкунчике» П. И. Чайковского в хореографии В. Вайнонена (4-ка вальса), «Лебедином озере» П. И. Чайковского в хореографии Вл. Бурмейстера (Па-де-катр, 3-ка лебедей), «Дон Кихоте» Л. Минкуса в хореографии А. Чичинадзе (вариации 3-го действия, Уличная танцовщица), «Маноне» на музыку Ж. Массне в хореографии К. МакМиллана (3-я куртизанка), «Жизель» А. Адана (2-ка виллис), «Эсмеральде» Ц. Пуни — Р. Глиэра — С. Василенко в хореографии Вл. Бурмейстера (первая вариация 2-го действия, Цыганка), «Каменном цветке» С. С. Прокофьева в хореографии Ю. Григоровича (4-ка камней).